# Seth Lloyd

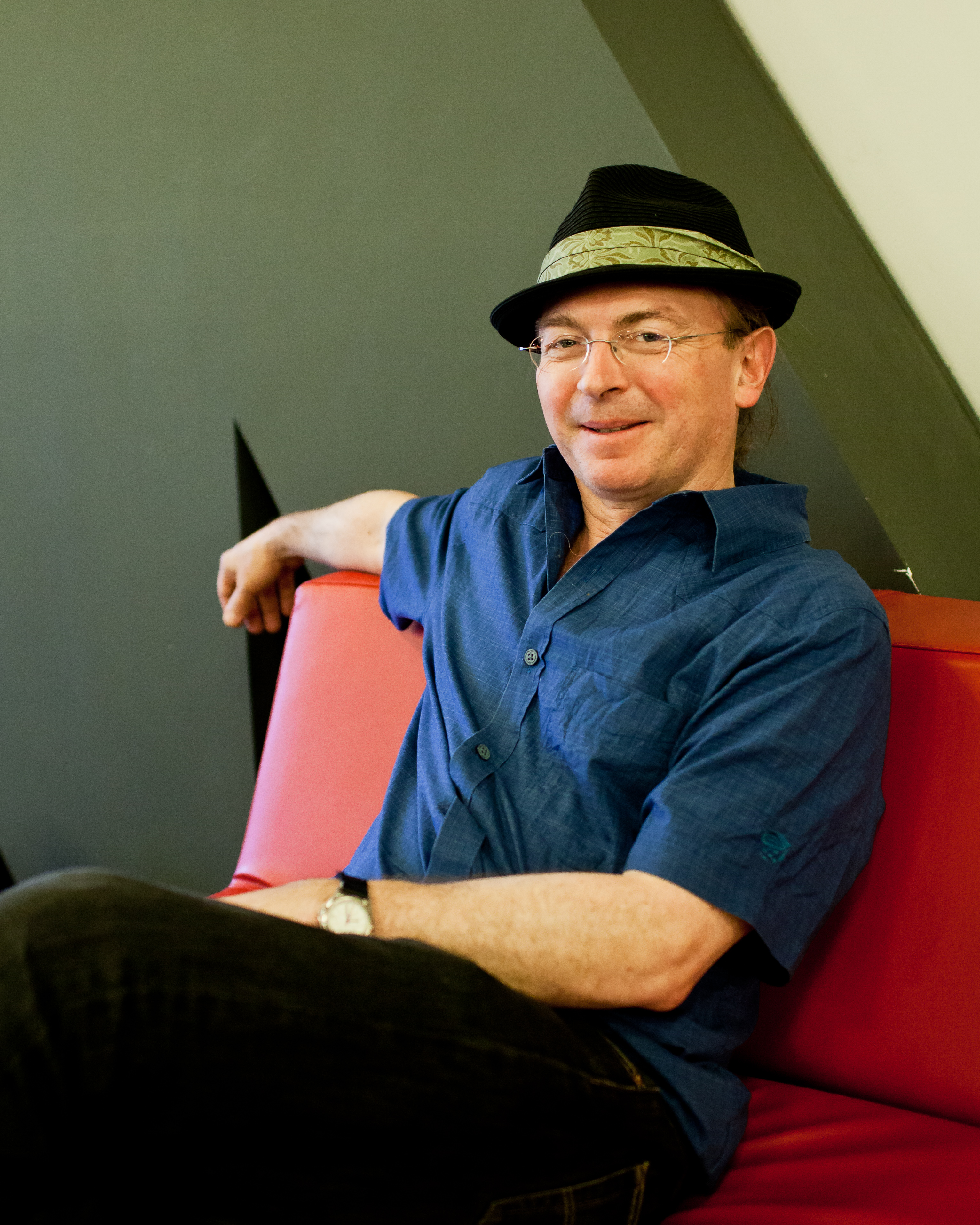
Seth Lloyd, 2013

Seth Lloyd (2 augustus 1960) is een Amerikaanse natuurkundige en hoogleraar werktuigbouwkunde aan het MIT.

## Opleiding
Lloyd studeerde aan het Harvard College waar hij zijn bachelor graad behaalde in 1982, een jaar later zijn Certificate of Advanced Study in Mathematics behaalde en tevens een mastergraad in Filosofie en wetenschap behaalde aan de Cambridge Universiteit in 1983. Vijf jaar later behaalde hij zijn PhD in natuurwetenschappen aan de Rockefeller Universiteit waar zijn promotor Heinz Pagels was.

## Werkzaamheden
Tussen 1988 en 1991 deed hij wetenschappelijk onderzoek als fellow aan het High Energy Physics Department van het California Institute of Technology. Hij werkte daar samen met hoogleraar Murray Gell-Mann aan de toepassingsmogelijkheden van informatie van kwantummechanische systemen. Hierna was hij tot 1994 verbonden als onderzoeker aan het National Laboratory van Los Alamos waar hij werkte aan kwantumberekeningsmethodieken in het Center for Nonlinear Systems. In 1994 werd hij benoemd tot hoogleraar aan de faculteit en afdeling werktuigbouwkunde aan het MIT. Zijn onderzoeksgebied is het snijvlak van informatiewetenschap en complexe systemen, in het bijzonder kwantumsystemen. Hij leverde belangrijke bijdragen aan het veld van quantum computation en stelde het eerste realiseerbare model van een kwantumcomputer op.
Hij bewees verschillende kwantumanalogieën van de Shannon-Hartley-theorie.

## Theorie
In zijn nieuwe boek beweert Lloyd dat het universum kan beschouwd worden als één grote kwantumcomputer die alles realiseert wat we zien rondom ons, onszelf incluis door middel van een kosmisch programma. Volgens Lloyd zullen we het universum volledig begrijpen door middel van kleinschalige kwantumcomputers wanneer we eenmaal de wetten van de natuur doorgrond hebben. In dit scenario wordt het universum voorgesteld als een informatieverwerkende machine. Lloyd geeft ons de verwerkingssnelheid en grootte van de harde schijf (aantal bits) van zo'n computer.
"Deze berekening was relatief simpel. Eerst neem je de bekende materiedichtheid in het heelal wat ongeveer één waterstof atoom per kubieke meter is. Het heelal is ongeveer dertien miljard jaar oud en er zijn ongeveer pi maal 107 (tien tot de zevende macht) seconden in een jaar. Nu kan je de totale hoeveelheid beschikbare energie in het heelal berekenen. Je neemt die hoeveelheid energie en deelt ze door de constante van Planck en deze berekening vertelt je het aantal operaties per seconde (ops) die uitgevoerd kunnen worden. Je vermenigvuldigt dit met de leeftijd van het heelal en je krijgt het aantal operaties die uitgevoerd kunnen zijn sedert de big bang. Je krijgt een getal dat ligt rond 10120 (10 tot de macht 120).
Toen ik eenmaal dit getal had berekend, berekende ik het aantal bits wat een gelijkaardige standaardberekening is. Je kan makkelijk berekenen hoeveel bits opgeslagen kunnen worden met de materie in het heelal. Het antwoord bleek 1090 (10 tot de macht 90) te zijn. We kunnen dus 10120 operaties per seconde uitvoeren op 1090 bits."
Op die manier zouden we het gehele heelal kunnen simuleren in een computer binnen 600 jaar. Als de wet van Moore nog zolang geldig blijft natuurlijk. Ray Kurzweil denkt dat we dit binnen 300 jaar kunnen verwezenlijken.

## Werken
- Lloyd, S. (2000-08-31). "Ultimate physical limits to computation". Nature 406: 1047–1054.
- Lloyd, S., Programming the Universe : A Quantum Computer Scientist Takes On the Cosmos, Knopf, March 14, 2006, 240 p.,ISBN 1400040922